# Pru (vattendrag)
Pru är ett vattendrag i Ghana. Det ligger i den centrala delen av landet, 280 km norr om huvudstaden Accra.